# テトリス with カードキャプターさくら エターナルハート
『テトリス with カードキャプターさくら エターナルハート』はアリカが開発・発売した落ち物パズルゲーム。
テレビアニメ『カードキャプターさくら』と『テトリス』を起用したコラボレーション作品。
本作はこの当時に適用されていた「1プラットフォーム1ソフト」の概念に引っかかるため本来はリリースできないものではあったが、『テトリス』ではなく『カードキャプターさくら』のキャラクターゲームとしたためにライセンスを取得できた。この事情から、本作にはエンドレスモードが搭載されていない。

## モード
ストーリーモード
さくらカード編のストーリーに沿ってステージをクリアしていく、メインのモード。
モチーフはさくらカード編をベースとしており、画面隅にテトラミノで隠されたクロウカードが表示されており、カードを隠しているテトラミノをすべて消すことでさくらカードへ作り変えることに成功し、ステージクリアとなる。
難易度は「イージー」と「ノーマル」の2種類があり、「イージー」は各ステージ3分、「ノーマル」はゲーム全体で20分の制限が設けられている。「イージー」では問題が簡単になりクリア出来なくても次に進めるが、その代わりにクリア後のストーリーが知世による簡易的なナレーションになるなどの制限がある。またストーリーは同じだが、エピローグの展開は難易度によって異なっている。
テトラミノのツモ順はステージをリトライする時のみ引き直されるため、何度もトライしていれば希望のツモ順を引き当てる事が可能。タイムアタックはツモ順操作の根気と操作の正確さ、そして1フレームのペナルティを持つIRSをいかに使わないかという3つがキーとなる。
たいせんテトリス
1P対CPUまたは1P対2Pの対戦が可能。一定の手数でアイテムが含まれた光るテトラミノが出現し、それを消すことによって自分もしくは相手のフィールドに様々な効果をもたらすこと出来る。
登場キャラクターそれぞれ各7種類のテトラミノによって、異なる効果が設定されている。なお、複数のアイテムを同時に消した場合はその中から1つの効果がランダムで発生し、同時に使用することは出来ない。
当モードで使用出来るキャラクターは最初は5名のみだが、特定の条件を満たすことによって増えてゆく。また特定の条件を満たすことによって、同じキャラクターでの対戦も可能となっている。
グラフィックギャラリー
ストーリーモードのステージをクリアしたり、対戦などで入手したグラフィックを閲覧できる。

## ゲームシステム
『テトリス ザ・グランドマスター」（TGM）の開発元であるアリカが、『テトリス ジ・アブソリュート ザ・グランドマスター2』（TA）と開発も並行していたため、TGMシリーズで導入された、以下のシステムも本作で導入されている。
テトラミノ
本作ではブロックのことを一貫してテトラミノと称しており、TA(P)と同じ色・回転法則を採用している。
I.R.S.（先行回転システム）
テトラミノの出現する瞬間に回転ボタンを押し続けることで、あらかじめ回転された状態で出現させることができる。なおTGMシリーズとは異なり、両回転ボタンをホールドすることにより出現と同時に180度回転で出現させる事も可能(D-I.R.S.)。なお、I.R.S.、D-I.R.S.どちらも使用した際に1フレームの硬直が入る。
TLS（落下位置表示システム）
テトラミノをそのまま下に落としたときの位置を影で表示されるゴーストピース機能。
十字キーの上入力による強制落下
テトラミノの落下中に十字キーを上に入れると瞬時に（一時的に20Gの速度で）落下させることができる。ただし固定はされないため、接地後の遊び時間（約0.5秒）でテトラミノの移動や回転ができる。このシステムは後のTA以降にも導入されている。
TGMシリーズおよび他のテトリスとの違い
得点・レベルの概念が存在しない
本作でもプレイの進行などに合わせてテトラミノの落下が速くなるが、レベルや得点は表示されない。
ナビゲーションの導入 (N.S. (ナビゲーションシステム))
テトラミノを置くのに適した場所を表示してくれる機能である。設定でオフ・レベル1・レベル2の3段階を選択できる。
レベル1では置くのに適した場所が表示される。
レベル2ではボタンを押せば表示された場所まで自動的に運ばれる。
ママコンの導入
低年齢層をターゲットに、親子でのプレイも想定しているため、ママコンと呼ばれるシステムが導入されている。ママコンをオンに設定した場合、1P側に代わり2P側で優先的に操作できるようになる。
このシステムは同じ『カードキャプターさくら』を原作とし、なおかつアリカが発売したゲーム『カードキャプターさくら クロウカードマジック』・『アニメチックストーリーゲーム1 カードキャプターさくら』にも導入されている。

## 開発
もともとアリカは『TGM』をPlayStation向けに移植する予定だったが、『テトリス』の版権元であるザ・テトリス・カンパニーの方針転換により、無期限延期となった。
このころアリカでは『TGM』の次回作が予定されていたものの、版権の都合上アーケードだけでは利益が厳しかった。そこで、家庭用ゲーム機向けに『テトリス』を用いたキャラクターゲームを作ろうと考え、『カードキャプターさくら』の版権取得に成功し、本作の開発に踏み切った。
アリカ副社長の三原一郎は、インタビューの中で、本作と『TGM』は別物であり、『TGM』の原点である「ダウンタウンのごっつええテトリス」で想定していた「キャラクターの個性で対戦が変化する」という要素をやってみたかったと話している。